# Die Arbeit
Die Arbeit je eden izmed nemških časopisov, izhajal v Mariboru 1885, eden prvih socialdemokratskih listov na Slovenskem.